# Maurizio Costanzo

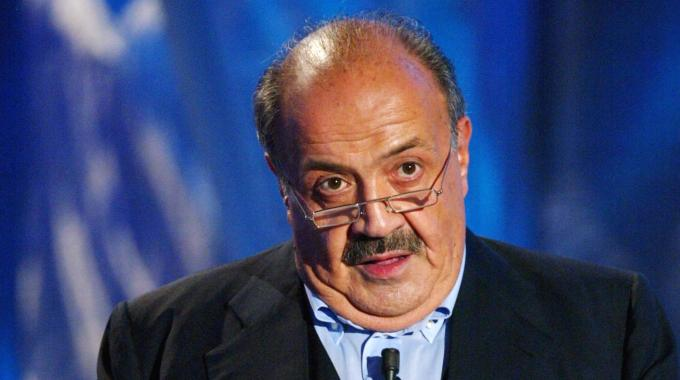
Maurizio Costanzo

Maurizio Costanzo (Rome, 28 augustus 1938 – aldaar, 24 februari 2023) was een Italiaans journalist, tv-presentator en scenarioschrijver.

## Carrière
Maurizio Costanzo begon zijn journalistieke carrière in 1956 bij de krant Paese Sera. In 1960 werd hij hoofdredacteur van het blad Grazia. In 1979 richtte hij de krant L'Occhio op en was hoofdredacteur. Van 1979 tot 1981 was hij ook hoofdredacteur van La Domenica del Corriere.
Naast zijn journalistieke werk was hij ook al vanaf de jaren 60 actief voor radio en televisie. Hij werkte mee aan het populaire radioprogramma Canzoni e nucole. Op televisie presenteerde hij het razend populaire programma Bontà loro. Dit was de eerste echte praatprogramma op de Italiaanse televisie. Hij moest in 1980 echter ontslag nemen bij de Italiaanse televisie RAI, toen uitkwam dat hij lid was van de omstreden vrijmetselaarsloge P2. Costanzo stapte toen over naar Canale 5, het belangrijkste tv-station van Silvio Berlusconi. Hier presenteerde hij vanaf 1982 de Maurizio Costanzo Show.
Van 1997 tot 1999 was Costanzo ook directeur van Canale 5. In 2010 ging hij weer bij de RAI werken. Daar presenteerde hij het praatprogramma Bontà sua.
Ook als schrijver is Costanzo erg actief. Hij schreef meer dan 25 boeken en enkele theaterstukken. Ook schreef hij talrijke scenario's voor films. Hierbij werkte hij vaak samen met Pupi Avati als co-auteur. In 1978 kreeg het mede door hem geschreven scenario van Una giornata particolare de Italiaanse filmprijs Nastro d'Argento. Verder schreef hij liedteksten. Het lied Se telefonando, gezongen door de zangeres Mina, werd een enorme hit.
In 1977 regisseerde hij zijn enige speelfilm Melodrammore, een film in de stijl van de melodramatische misdaadfilms uit de jaren 50.
Na drie eerdere huwelijken was hij sinds 1995 getrouwd met tv-presentatrice Maria De Filippi. Uit zijn tweede huwelijk kreeg hij een dochter en een zoon: de regisseur Saverio Costanzo.

## Strijd tegen de maffia
Costanzo was een vriend van de vermoorde onderzoeksrechter Giovanni Falcone en gaf hem geregeld een podium in zijn praatprogramma. Na de moord op Libero Grassi in 1991 presenteerde hij samen met Michele Santoro een gecombineerde marathonuitzending van de RAI en de zenders van Berlusconi die volledig in het teken stond van de strijd tegen de maffia. Tijdens die gedenkwaardige uitzending verbrandde Costanzo live op televisie een T-shirt met de tekst 'Mafia made in Italy'.
Dat hij zich inzette voor de strijd tegen de maffia lijkt ook de reden te zijn voor de aanslag tegen hem op 14 mei 1993. Een Fiat Uno met 100 kilo TNT ontplofte toen in de Via Ruggiero Fauro, waar het Teatro Parioli zich bevond, de plaats waar de Maurizio Costanzo Show werd opgenomen. Op het moment van de explosie reden er twee auto's voorbij: een gehuurde Mercedes waarin Costanzo en zijn partner Maria De Filippi zaten, en een Lancia waarin twee beveiligers zaten. Gelukkig vielen er geen slachtoffers. De inzittenden van de Mercedes bleven ongedeerd. Een van de beveiligers in de Lancia raakte licht gewond en de andere raakte in een shock. Dat er geen doden vielen, kwam doordat de bom net iets te laat afging. De dader die de afstandsbediening hanteerde, keek uit naar de Alfa Romeo, waarin Costanzo normaal gesproken reed. Het onderzoek naar de aanslag wees later uit dat het ging om maffiosi uit Palermo en dat Costanzo een van de belangrijke doelwitten was van de Cosa Nostra vanwege zijn tv-programma's. In de tijd van de aanslag gold er voor Costanzo een beveiligingsprotocol, waarbij er steeds vijf beveiligers in de buurt waren.

## Politieke en maatschappelijke activiteiten
In 1980, toen Costanzo directeur was van het net nieuwe televisiejournaal Contatto (het eerste landelijke journaal dat niet door de RAI werd gemaakt) raakte hij ook betrokken bij het schandaal rond de geheime vrijmetselaarsloge P2. Het bleek dat hij ook op de ledenlijst van dit genootschap stond. Hij had het lidmaatschapsnummer 1819 en hij had de rang van 'meester'. Eerst ontkende hij in alle toonaarden zijn lidmaatschap van deze loge (hoewel hij enkele maanden daarvoor opschudding had veroorzaakt door een interview met Licio Gelli, de leider van P2, te plaatsen in de krant Corriere della Sera). Daarna beweerde hij dat hij buiten zijn medeweten was ingeschreven als lid, maar ten slotte gaf hij zijn actieve rol toe in een interview met Giampaolo Pasa in de krant La Repubblica. Ook voor de rechtbank gaf Costanzo zijn lidmaatschap toe, toen hij werd gehoord in het proces tegen de leiders van de loge. Zij werden beschuldigd van een politieke samenzwering tegen de Italiaanse staat.
In 1986 was hij kandidaat voor de Radicale Partij. Hoewel hij vriendschappelijke contacten had met Silvio Berlusconi, wordt gezegd dat hij had gestemd voor de Partito Democratico.
Van 1995 tot 2009 was Costanzo ook universitair docent aan de faculteit Communicatiewetenschappen aan de Sapienza-universiteit in Rome. Sinds 2011 was Costanzo docent aan de Università degli Studi Niccolò Cusano in Rome.
Costanzo had ook een bedrijf dat gespecialiseerd is in het verzorgen van de communicatie en de PR van bedrijven en personen. Zo werkte hij voor de voormalige kamervoorzitster Irene Pivetti en de voormalige burgemeester van Rome Francesco Rutelli.
Met zijn vrouw Maria De Filippi richtte hij het productiebedrijf Fascino op, dat televisieprogramma's maakt. In 2008 gaf hij zijn aandelen aan zijn vrouw. Zij is nu voor de helft eigenaar van de aandelen (het concern Mediaset van Berlusconi bezit de andere helft).
Costanzo was een groot fan van AS Roma. Hij speelde saxofoon.
Costanzo overleed in Rome op 84-jarige leeftijd.

## Artistieke productie

### Scenario's
- 1968: A qualsiasi prezzo
- 1969: I Quattro del pater noster
- 1969: Il giovane normale
- 1970: Cerca di capirmi
- 1971: Riuscirà il cav. papà Ubu? (tv)
- 1976: La Casa dalle finestre che ridono
- 1976: Al piacere di rivederla
- 1976: La Madama
- 1976: Bordella
- 1977: Tutti defunti... tranne i morti
- 1977: Melodrammore
- 1977: Kolossal - i magnifici Macisti
- 1977: L'Altra metà del cielo
- 1977: Una Giornata particolare
- 1978: Jazz band (tv-serie)
- 1979: Le Strelle nel fosso
- 1979: Cinema!!!
- 1983: Zeder
- 2003: Per sempre
- 2004: Madame (tv)
- 2005: Troppo belli
- 2007: Voce del verbo amore

### Acteur
- 1985: Orazio (tv-serie)
- 1989: Ovidio (tv-serie)
- 1993: Anni 90 - Parte II
- 2000: Body Guards – Guardie del corpo

### Regie
- 1977: Melodrammore

### Radio
- 2011-: Radio Manà Manà

### Theater
- 1980: Cielo, mio marito
- 1986: Vuoti a rendere
- 2007: Parlami di me

## Onderscheiding
- 2009: Eredoctoraat in de journalistiek, uitgeverij en multimedia van de IULM Universiteit in Milaan